# Proceso competencial sobre la cuestión de confianza planteada el 17 de noviembre de 2022
El Proceso competencial sobre la cuestión de confianza planteada el 17 de noviembre de 2022 fue un proceso constitucional iniciado por el Congreso de la República del Perú contra la decisión del gobierno del presidente Pedro Castillo de interpretar unilateralmente que le había sido denegada la cuestión de confianza planteada el 17 de noviembre de 2022 por su primer ministro Aníbal Torres Vásquez, conforme al acuerdo adoptado en sesión de consejo de ministros del 24 de noviembre de 2022. 
El 30 de mayo de 2023 el Tribunal Constitucional resolvió la causa dándole la razón al Congreso, y en consecuencia declaró nulo el Acuerdo del Consejo de Ministros de fecha 24 de noviembre de 2022, en cuanto establecía que el rechazo de plano de la cuestión de confianza supone el rehusamiento o denegatoria de la misma, estableciendo que en ningún supuesto el Poder Ejecutivo se encuentra habilitado para realizar una interpretación contraria a la que sobre el particular haya realizado el Congreso de la República, ni tampoco se encuentra habilitado para asumir que ha existido una denegatoria fáctica de la misma, lo cual es contrario a la Constitución, pues la denegatoria siempre debe ser expresa y la decide el parlamento.
Diversos constitucionalistas consideraron que la sentencia era correcta, y que incluso el expresidente del Consejo de Ministros Aníbal Torres y los ministros que firmaron el Acta de la Sesión del Consejo de Ministros del día 24 de noviembre de 2022, podrían ser denunciados al haber establecido la sentencia que dicho acto fue inconstitucional.

## Contexto

### La "cuestión de confianza" en el ordenamiento constitucional peruano
La cuestión de confianza en el Perú es un instrumento constitucional con el que cuenta el poder ejecutivo, mediante el cual el presidente del Consejo de Ministros, en nombre del gabinete en su conjunto, o los ministros individualmente, solicitan el refrendo expreso del Congreso de la República a la conformación de un nuevo gabinete o a una política o iniciativa de gestión. 
El Tribunal Constitucional del Perú, en una sentencia de 2018, categoriza la cuestión de confianza en dos tipos: una obligatoria y una facultativa. La primera es la que se denomina comúnmente como voto de investidura (cada vez que se designa un nuevo gabinete) y la segunda es la solicitada por el poder ejecutivo como respaldo a determinadas medidas o acciones de gobierno. En caso de una denegatoria de confianza, se produce la crisis total del gabinete y los ministros se encuentran obligados a renunciar.
El uso de este mecanismo reviste una importancia fundamental, dado que el artículo 134° de la  Constitución Política del Perú de 1993 establece que si el Congreso niega la confianza a dos gabinetes, el presidente queda habilitado para disolverlo y convocar a nuevas elecciones parlamentarias:

Artículo 134 El Presidente de la República está facultado para disolver el Congreso si éste ha censurado o negado su confianza a dos Consejos de Ministros.
El decreto de disolución contiene la convocatoria a elecciones para un nuevo Congreso. Dichas elecciones se realizan dentro de los cuatro meses de la fecha de disolución, sin que pueda alterarse el sistema electoral preexistente.
No puede disolverse el Congreso en el último año de su mandato. Disuelto el Congreso, se mantiene en funciones la Comisión Permanente, la cual no puede ser disuelta.
No hay otras formas de revocatoria del mandato parlamentario.
Bajo estado de sitio, el Congreso no puede ser disuelto.
Constitución Política del Perú de 1993

### Aprobación de la Ley N° 31355 que regula el ejercicio de la cuestión de confianza
El 21 de octubre de 2021, el Congreso de la República aprobó la Ley N° 31355 que reguló el ejercicio de la cuestión de confianza prevista en la Constitución Política del Perú, estableciendo que la facultad que tiene un ministro y la del presidente del Consejo de Ministros a nombre del Consejo, de plantear una cuestión de confianza conforme al último párrafo del artículo 132 y al artículo 133 de la Constitución, está referida únicamente a materias de competencia del Poder Ejecutivo relacionadas directamente a la concreción de su política general de gobierno, no encontrándose, entre ellas, las relativas a la aprobación o no de reformas constitucionales ni las que afecten los procedimientos y las competencias exclusivas y excluyentes del Congreso de la República o de otros organismos constitucionalmente autónomos. Asimismo, en su primera disposición complementaria final, dicha ley estableció lo siguiente:

DISPOSICIONES COMPLEMENTARIAS FINALES
PRIMERA. Decisión del Congreso de la República respecto a la cuestión de confianza planteada

La cuestión de confianza es aprobada o rehusada luego de concluido el debate y luego de realizada la votación conforme al Reglamento del Congreso. El resultado de la votación es comunicado expresamente al Poder Ejecutivo, mediante oficio, para que surta efecto. Solo el Congreso de la República puede interpretar el sentido de su decisión.
Ley N° 31355

Con fecha 3 de febrero de 2022, el Tribunal Constitucional declaró infundada una demanda del poder ejecutivo que cuestionaba la constitucionalidad de esta ley, estableciendo que la norma era plenamente válida y acorde con la Constitución. Emitieron voto singular por declarar infundada la demanda, los magistrados Ernesto Blume, Manuel Miranda, José Luis Sardón y Augusto Ferrero.

### Reglamento del Congreso sobre el trámite de las cuestiones de confianza
De acuerdo con el artículo 86° del Reglamento del Congreso, norma que tiene rango de ley, si se plantea una cuestión de confianza sobre materias para las que el Poder Ejecutivo no se encuentra habilitado a formularla, el Congreso rechazará de plano la cuestión planteada sin pronunciarse sobre el fondo (aprobando o rechazando la confianza solicitada), declarándola improcedente, precisando además que la declaración de improcedencia a no equivale ni califica como denegatoria, rehusamiento ni rechazo de la cuestión de confianza:

Artículo 86. El Congreso hará efectiva la responsabilidad política del Consejo de Ministros o de los ministros por separado mediante la moción de censura o el rechazo de la cuestión de confianza; de acuerdo con las siguientes reglas:

[…]

d) La Mesa Directiva rechazará de plano cualquier proposición de confianza presentada por Congresistas o por cualquier funcionario que no sea ministro de Estado.

Igualmente, de manera enunciativa, rechazará de plano la proposición que tenga por finalidad la supresión de la esencia de alguna cláusula de intangibilidad de la Constitución, la aprobación o no de iniciativas de reforma constitucional, de iniciativas que interfieran en las competencias exclusivas y excluyentes del Congreso de la República o de los organismos constitucionalmente autónomos; o que condicione el sentido de alguna decisión del Congreso bajo término o plazo para el pronunciamiento. 

El Pleno del Congreso, mediante resolución legislativa, y previa opinión de la Comisión de Constitución y Reglamento, puede declarar improcedente una cuestión de confianza que vulnere lo dispuesto en el presente artículo. La declaración de improcedencia aprobada por el Congreso no equivale ni califica como denegatoria, rehusamiento ni rechazo de la cuestión de confianza.

### Aprobación de la Ley N° 31399
El 30 de enero de 2022, el Congreso aprobó la Ley N° 31399 que modificó los artículos 40° y 44° de la Ley N° 26300 que regula los Derechos de Participación y Control Ciudadanos, añadiendo una precisión según la cual no se pueden someter a referéndum las normas que no se tramiten según el procedimiento establecido en el artículo 206° de la Constitución Política del Perú:

“Artículo 40.- Improcedencia de referéndum

No pueden someterse a referéndum las materias y normas a que se refiere el segundo párrafo del artículo 32 de la Constitución, ni aquellas que no se tramiten según el procedimiento establecido en el primer párrafo del artículo 206 de la Constitución Política.

Cabe señalar que el artículo 206° de la Constitución Política del Perú establece que toda reforma constitucional debe ser aprobada por el Congreso con mayoría absoluta del número legal de sus miembros, y ratificada mediante referéndum, pudiendo omitirse el referéndum cuando el acuerdo del Congreso se obtiene en dos legislaturas ordinarias sucesivas con una votación favorable, en cada caso, superior a los dos tercios del número legal de congresistas. En consecuencia, quedó ratificado que para convocar válidamente un referéndum con la finalidad de modificar o reformar la Constitución, era necesario que dicha modificación o reforma fuera primero aprobada por el Congreso de la República. 
Con fecha 24 de noviembre de 2022, el Tribunal Constitucional declaró infundada una demanda del poder ejecutivo que cuestionaba la constitucionalidad de esta ley, estableciendo que la norma era plenamente válida y acorde con la Constitución.

### Intento del gobierno de convocar a referéndum para cambiar la Constitución
En abril de 2022, el presidente Pedro Castillo presentó un proyecto de ley para que en las siguientes elecciones municipales y regionales que se llevarían a cabo el 2 de octubre de ese año, se consulte a la ciudadanía si estaba o no de acuerdo con un cambio de constitución, aunque reconoció que el Congreso tiene en sus manos esta potestad conforme a la legislación vigente, considerando además que días antes se había hecho público un acuerdo del pleno del Jurado Nacional de Elecciones, el cual ratificaba que no era posible que proceda una iniciativa de referéndum sobre una reforma constitucional si es que no se cumplía con el procedimiento establecido en el artículo 206 de la Constitución Política, el cual implica la necesaria aprobación del Congreso ante cualquier iniciativa de este tipo, conforme también lo indica la Ley N° 31399.

### Planteamiento de la cuestión de confianza
El 17 de noviembre de 2022, el gobierno del presidente Pedro Castillo, a través de su Primer Ministro Aníbal Torres, presentó una cuestión de confianza con la finalidad de que se apruebe el Proyecto de Ley 3570/2022-PE que proponía derogarla, pues en su opinión limitaba los derechos de participación y control de la ciudadanía, mediante referéndum, en las reformas constitucionales. Torres dijo que el proyecto del Gobierno “restablece la participación política del pueblo” mediante la eliminación de los límites al referéndum que establece la Ley 31399 y, por ese motivo, plantea una “cuestión de confianza en nombre del Consejo de Ministros”.

### Rechazo de plano de la cuestión de confianza
Con fecha 24 de noviembre de 2022, el Congreso rechazó de plano la cuestión de confianza planteada por el presidente del Consejo de Ministros, indicando que el proyecto de ley 3570 para derogar la Ley N° 31399, se refiere a dos competencias exclusivas del Poder Legislativo sobre las cuales el Poder Ejecutivo no puede hacer cuestión de confianza, por lo que la intención del gobierno colisiona con el artículo 206 de la Constitución Política del Perú. El Presidente del Congreso señaló a este respecto que la cuestión de confianza planteada, no se refiere a una política general de gobierno, por lo que vulnera las competencias del Congreso de la República, amenaza el principio de separación de poderes y condiciona la decisión del Poder Legislativo, y que todo intento del Presidente del Consejo de Ministros por interpretar el sentido de la decisión  del Poder Legislativo, excede el marco constitucional y legal, porque afecta la separación de poderes. La parte resolutiva del Acuerdo N° 061-2022-2023/MESA-CR del Congreso señala:

ACUERDA

PRIMERO.- Rechazar de plano la cuestión de confianza planteada por el Presidente del Consejo de Ministros a nombre del Consejo, por tratarse de materias prohibidas para el planteamiento de una cuestión de confianza, tal como lo estableció el Tribunal Constitucional en el fundamento 185 de la sentencia recaída en el expediente 006-2019-CC y la Ley 31355, Ley que desarrolla el ejercicio de la cuestión de confianza regulada en el último párrafo del artículo 132 y en el artículo 133 de la Constitución Política del Perú.

### El poder ejecutivo interpreta que la confianza le ha sido denegada
El Poder Ejecutivo, mediante acuerdo adoptado en sesión de consejo de ministros del mismo 24 de noviembre de 2022, interpretó que la confianza de había sido denegada

Sostenemos, entonces, de manera categórica, que el rechazo, rehusamiento, o negación de la cuestión de confianza, se configura con cualquiera de estos mecanismos: la inadmisibilidad, el rechazo de plano, la improcedencia o negación de la cuestión de confianza, para evitar el abuso del derecho o el fraude a la Constitución.

En este caso, "el rechazo de plano de la cuestión de confianza" constituye, a todas luces, una negación de la cuestión de confianza. Por lo tanto, la consecuencia es la crisis total del gabinete.
Acta de la Sesión del Consejo de Ministros del día 24 de noviembre de 2022

## Proceso competencial

### Presentación de la demanda y solicitud de medida cautelar
El 29 de noviembre de 2022, el Congreso de la República presentó una demanda competencial ante el Tribunal Constitucional en relación con cómo se debe interpretar su decisión de rechazar de plano la cuestión de confianza planteada por el Ejecutivo. En el petitorio de su demanda el Congreso le solicitó el Tribunal Constitucional lo siguiente:
1. Que se declare que el Poder Ejecutivo carece de competencia para interpretar y concluir, motu proprio, que el Congreso de la República le ha denegado o no la cuestión de confianza que tuvo a bien plantear en la sesión del Pleno del Congreso del día 17 de noviembre del 2022.
2. Que en consecuencia, se deje sin efecto la cuestión de confianza que planteó el presidente del Consejo de Ministros en la sesión del Pleno del Congreso realizada el 17 de noviembre de 2022, para la aprobación del Proyecto de Ley 3570/2022-PE, presentado mediante Oficio Nº 359-2022-PR, de tal manera que el Tribunal Constitucional, al resolver el conflicto de competencias por menoscabo de atribuciones en sentido estricto, garantice el ejercicio de las competencias que la Constitución, el Reglamento del Congreso de la República y la Ley Nº 31355 (ambas leyes orgánicas) le otorgan al Congreso de la República, evitando a su vez que la cuestión de confianza sea empleada por el Poder Ejecutivo de forma arbitraria o indebida, como mecanismo de amenaza o sanción para disolver inconstitucionalmente el Congreso y dar por concluido de forma anticipada un período parlamentario..
3. Que se declare nulo y se deje sin efecto el acuerdo adoptado en la sesión del Consejo de Ministros realizada el día 24 de noviembre de 20221, respecto a la interpretación del sentido del Acuerdo de Mesa Directiva (Acuerdo Nº 061-2022-2023/MESA-CR) que rechazó de plano la cuestión de confianza y respecto a la decisión sobre la cuestión de confianza planteada por el Poder Ejecutivo.

Conjuntamente con la demanda, el Congreso presentó una solicitud de medida cautelar a efectos que el Poder Ejecutivo se abstenga de considerar como denegada la cuestión de confianza que interpuso el entonces Presidente del Consejo de Ministros en la sesión del Pleno del Congreso del 17 de noviembre de 2022; y, en consecuencia, que en el supuesto que el Congreso no conceda la confianza a futuros Consejos de Ministros, no proceda a disolver el Congreso de la República hasta que el Tribunal Constitucional como intérprete supremo de la Constitución haya dictado sentencia firme y definitiva en el presente proceso competencial.

### Decisión del Tribunal sobre la admisibilidad de la demanda y medida cautelar
El 1 de diciembre de 2022, el pleno del Tribunal Constitucional votó por unanimidad admitir a trámite la demanda competencial planteada por el Congreso contra el poder ejecutivo, así como conceder la medida cautelar solicitada. En el Auto mediante el cual el Tribunal concede la medida cautelar ordena lo siguiente: 

RESUELVE

1.    CONCEDER la medida cautelar solicitada.

2.    SUSPENDER cualquier efecto que pudiera derivarse de la decisión del Poder Ejecutivo de interpretar como denegada la confianza a la que se refiere el Acta de la sesión del Consejo de Ministros correspondiente al 24 de noviembre de 2022, sin que se tome en cuenta para los efectos del primer párrafo del artículo 134 de la Constitución. En consecuencia, DISPONER que el Poder Ejecutivo no altere ni modifique la situación de hecho o de derecho del Congreso de la República, en relación con lo precisado en los fundamentos 29 y 30 de la presente resolución.
Auto del Tribunal Constitucional que concede medida cautelar

### Sentencia
Con fecha 30 de mayo de 2023 se hizo pública la sentencia del Tribunal mediante la cual declaró fundada la demanda, dándole la razón al Congreso, y en consecuencia declaró nulo el Acuerdo del Consejo de Ministros de fecha 24 de noviembre de 2022, en cuanto establecía que el rechazo de plano de la cuestión de confianza supone el rehusamiento o denegatoria de la misma, estableciendo que en ningún supuesto el Poder Ejecutivo se encuentra habilitado para realizar una interpretación contraria a la que sobre el particular haya realizado el Congreso de la República, ni tampoco se encuentra habilitado para asumir que ha existido una denegatoria fáctica de la misma, lo cual es contrario a la Constitución, pues la denegatoria siempre debe ser expresa y la decide el parlamento El sentido en que cada magistrado votó fue el siguiente:

HA RESUELTO

Declarar FUNDADA la demanda competencial planteada por el Congreso de la República contra el Poder Ejecutivo; en consecuencia, ANULAR el Acuerdo del Consejo de Ministros de fecha 24 de noviembre de 2022, en cuanto establece que el rechazo de plano supone el rehusamiento o denegatoria de la cuestión de confianza.
Sentencia del Tribunal Constitucional EXP. N.° 00004-2022-PCC/TC

Los expresidentes del Tribunal Constitucional Óscar Urviola y Ernesto Álvarez aseguraron que el fallo es correcto. Urviola aseveró que “se cierra esa situación que estaba perturbando las relaciones entre el Ejecutivo y el Legislativo", mientras que Álvarez consideró que el fallo “ha puesto las cosas en su lugar”. Por su parte, el experto jurista Domingo García Belaúnde precisó al respecto que se trata de “una buena sentencia en términos generales, porque se están corrigiendo errores. El criterio correcto es este, porque la cuestión de confianza no puede ser interpretada por el Ejecutivo”. Asimismo, el experto constitucionalista Aníbal Quiroga consideró que el expresidente del Consejo de Ministros Aníbal Torres y los ministros que firmaron el Acta de la Sesión del Consejo de Ministros del día 24 de noviembre de 2022, podrían ser denunciados al haber establecido la sentencia que dicho acto fue inconstitucional.